# Владимир Кличко — Руслан Чагаев
Владимир Кличко — Руслан Чагаев (нем. Knockout auf Schalke — «Нокаут на Шальке») — боксёрский двенадцатираундовый поединок в тяжёлой весовой категории между чемпионом мира по версиям IBF, WBO и IBO Владимиром Кличко и чемпионом мира по версии WBA Русланом Чагаевым. В этом поединке на кону стояли все чемпионские титулы Владимира Кличко, а также вакантный титул чемпиона мира по версии журнала The Ring; при этом титул, принадлежавший Чагаеву, в поединке не разыгрывался.
Бой состоялся 20 июня 2009 года на стадионе «Veltins Arena» (Гельзенкирхен, Германия). Владимир Кличко доминировал на протяжении всего поединка, работая джебами и срывая атаки противника, а во втором раунде он смог отправил оппонента в нокдаун. После 9-го раунда Чагаев отказался от дальнейшего продолжения боя, и победа ввиду отказа (RTD9) была присуждена украинскому спортсмену. На момент остановки поединка Кличко лидировал на всех трёх судейских записках (89:81, 90:79 и 88:82).
Бой собрал в среднем 11,5 миллионов зрителей в Германии на канале RTL и 7,5 миллионов зрителей на канале Интер.

## Предыстория
Первоначально было запланировано, что 30 мая 2009 года на арене «Hartwall Arena» (Хельсинки, Финляндия) чемпион мира в тяжёлом весе по версии WBA Николай Валуев (50-1) проведёт поединок-реванш против чемпиона мира в тяжёлом весе «в отпуске» по версии WBA Руслана Чагаева (25-0-1). Однако менее чем за сутки до события поединок был отменён. Причиной тому послужило то, что финские медики обнаружили в организме у Чагаева антитела к гепатиту B. Николаю Валуеву предложили сделать прививку и провести бой, но тот отказался.
20 июня 2009 года чемпион мира в тяжёлом весе по версиям IBF, WBO и IBO Владимир Кличко должен был провести поединок против бывшего чемпиона мира в первом тяжёлом весе по версиям WBA Super, WBC, WBO и журнала The Ring Дэвида Хэя (25-1). Однако 3 июня стало известно, что Хэй травмировался и не сможет выйти на поединок 20 июня. Менеджер Дэвида Эдман Бут заявил, что поединок «Владимир Кличко — Дэвид Хэй» можно будет провести 11 июля, но Кличко отказался и начал искать замену Хэю.
Практически сразу после известия о травме Хэя ряд боксёров тяжёлого веса объявили о готовности провести поединок с Владимиром Кличко в определённую ранее дату (20 июня). Среди них были Александр Поветкин (17-0, 12 KO), Чазз Уизерспун (25-1, 17 KO), Джеймс Тони (73-6-3, 43 KO), Одланьер Солис (13-0, 9 KO), Брайан Минто (33-2, 21 KO), Седрик Босвелл (29-1, 23 KO), Кевин Джонсон (22-0-1, 9 KO), Доминик Гуинн (31-6-1, 21 KO) и Эдди Чемберс (34-1, 18 KO). Однако команда Кличко начала вести переговоры с Валуевым и Чагаевым. Команда Валуева заявила, что Николай готов провести бой с Кличко-младшим осенью 2009 года, а Чагаев согласился провести бой 20 июня. 5 июня было официально объявлено, что в этот день на стадионе «Veltins Arena» (Гельзенкирхен, Германия) состоится поединок между Владимиром Кличко и Русланом Чагаевым. Немецкие врачи, которые обследовали Чагаева перед поединком, заявили, что Кличко не рискует заразиться гепатитом благодаря тому, что он был привит от этого заболевания. Также было объявлено, что гепатит у Чагева находится в неактивной форме.
В поединке на кону стояли все три чемпионских титула Владимира Кличко — IBF, WBO и IBO. Помимо этого, авторитетный американский боксёрский журнал «The Ring» выставил на кон свой вакантный чемпионский пояс, который не разыгрывался на протяжении пяти лет. В то же время, WBA отказалась санкционировать поединок Кличко—Чагаев и титул Чагаева «чемпион в отпуске» не стоял на кону в этом поединке.
За день до боя состоялась официальная процедура взвешивания боксёров. Владимир Кличко весил 109 кг, а его визави — 102 кг.

## Прогнозы и мнения
По мнению букмекеров, боксёров и экспертов бокса Владимир Кличко считался фаворитом в этом противостоянии. В разных букмекерских конторах на победу украинца можно было поставить с коэффициентом от 1,13 до 1,22, в то время как на победу Руслана Чагаева можно было поставить с коэффициентом от 4 до 6,7. Журналисты украинского боксёрского издания «Ринг», делая свой прогноз на этот поединок, единогласно были уверены в победе Владимира Кличко, однако мнения относительно того, победит ли Кличко досрочно или судейским решением, разнились. Игорь Витько, Антон Горюнов и Константин Лободин сделали ставку на то, что Кличко сможет победить Чагаева техническим нокаутом в 7-м раунде, Елена Радзевич и Олег Сарычёв были уверены, что бой завершится техническим нокаутом в 9-м, а Евгений Пилиппенко был уверен в том, что поединок продлится все 12 раундов и завершится победой Кличко единогласным судейским решением.
Российский боксёр Григорий Дрозд был уверен в том, что победу судейским решением одержит Владимир Кличко. Тренер Николая Валуева Александр Зимин также был уверен в победе украинского спортсмена судейским решением. При этом Зимин отмечал, что Руслан Чагаев имеет шанс нокаутировать Кличко в первых четырёх раундах поединка. Российский спортивный журналист Александр Беленький спрогнозировал, что Кличко победит Чагаева техническим нокаутом в промежутке с 6-го по 8-й раунды. В качестве преимуществ Кличко Беленький отмечал его превосходство в габаритах и то, что «Кличко регулярно выходил на ринг и одерживал победу за победой, а Чагаев в основном болел».

Нас ждёт противостояние двух тактиков. В этом поединке не будет ничего личного, злости соперников друг на друга, сердцевины. Это будет просто встреча двух профессионалов— Владимир Гендлин-старший

## Ход поединка
С самого начала поединка Чагаев пытался работать в высоком темпе и стремился выйти на ближнюю дистанцию, которая была удобна для него. Однако левый джеб (прямой удар) Владимира Кличко не давал узбекскому спортсмену сократить дистанцию, и тот был вынужден оставаться на дальней дистанции. Во время перерыва между 1-м и 2-м раундами тренер Чагаева Михаэль Тимм сказал ему, чтобы тот наращивал темп боя и успевал сокращать дистанцию. Во втором раунде боксёры продолжили вести поединок в том же ключе, в котором проходил 1-й раунд. Однако за 56 секунд до окончания раунда Владимир Кличко пробил прямой удар с правой руки, и Чагаев оказался в нокдауне. Поднявшись, Руслан не выглядел потрясённым, и рефери разрешил ему продолжить поединок.
В третьем раунде Чагаев старался быть активнее чемпиона, но его атаки были предсказуемыми. Помимо этого, Чагаев начал пропускать много ударов, а Кличко всё чаще стал выбрасывать после прямого удара с левой руки прямой удар с правой. В 4-м раунде претендент сделал ставку на перемещения по рингу и защитные действия при сближении, но эта тактика не принесла ему успеха, и Кличко продолжал удерживать его на дальней дистанции. В конце первой минуты 5-го раунда Владимир Кличко несколько раз попал правым прямым в голову Чагаева, но тот не был потрясён, и украинец не стал развивать успех. В шестом раунде Чагаев начал «подсаживаться» во время атак украинца, и тот стал промахиваться.
В седьмом раунде Руслан Чагаев снова повысил темп, и в конце раунда ему всё же удалось сократить дистанцию и попасть по Кличко несколькими ударами, но чемпион начал клинчевать. В том же раунде вследствие одной из атак Кличко у Чагаева образовалось рассечение над левым глазом. В 8-м раунде рассечение у Чагаева увеличилось, а Кличко начал боксировать ещё активнее и продуктивнее. К девятому раунду из-за ударов Кличко рассечение у Чагаева увеличилось. Менее чем за полминуты до окончания 9-го раунда Чагаев оказался у канатов, и Владимир Кличко пробил несколько точных двухударных комбинаций (правый прямой — левый прямой) в его голову. В перерыве между 9-м и 10-м раундами врач, находившийся возле ринга, осмотрел рассечение у Чагаева и посоветовал остановить поединок. В итоге победа ввиду отказа соперника от продолжения поединка после 9-го раунда была присуждёна Владимиру Кличко.
| Счёт судейских записок на момент остановки поединка | Счёт судейских записок на момент остановки поединка | Счёт судейских записок на момент остановки поединка | Счёт судейских записок на момент остановки поединка | Счёт судейских записок на момент остановки поединка | Счёт судейских записок на момент остановки поединка |
| Манфред Кюхлер                                      | Манфред Кюхлер                                      | Ноэль Моне                                          | Ноэль Моне                                          | Дон Трелла                                          | Дон Трелла                                          |
| --------------------------------------------------- | --------------------------------------------------- | --------------------------------------------------- | --------------------------------------------------- | --------------------------------------------------- | --------------------------------------------------- |
| Владимир Кличко                                     | Руслан Чагаев                                       | Владимир Кличко                                     | Руслан Чагаев                                       | Владимир Кличко                                     | Руслан Чагаев                                       |
| 88                                                  | 82                                                  | 89                                                  | 81                                                  | 90                                                  | 79                                                  |

## Андеркарт
В таблице перечислены результаты всех поединков боксёров.
В каждой строке указан результат поединка. Дополнительно номер поединка обозначен цветом, который обозначает итог поединка. Расшифровка обозначений и цветов представлена в нижеследующей таблице.
| Пример | Расшифровка                     |
| ------ | ------------------------------- |
|        | Победа                          |
|        | Ничья                           |
|        | Поражение                       |
|        | Планируемый поединок            |
|        | Поединок признан несостоявшимся |
| КО     | Нокаут                          |
| ТКО    | Технический нокаут              |
| PTS    | Решение судей (по очкам)        |
| UD     | Единогласное решение судей      |
| MD     | Решение большинства судей       |
| SD     | Раздельное решение судей        |
| RTD    | Отказ от продолжения боя        |
| DQ     | Дисквалификация                 |
| NC     | Поединок признан несостоявшимся |

| Боксёр                   | Итог боя  | Боксёр                 | Примечания                                                                           |
| ------------------------ | --------- | ---------------------- | ------------------------------------------------------------------------------------ |
| Владимир Кличко (52-3)   | RTD9 (12) | Руслан Чагаев (25-0-1) | Поединок за титулы чемпиона мира в тяжёлом весе по версиям IBF, WBO, IBO и The Ring. |
| Александр Устинов (15-0) | UD10 (10) | Майкл Спротт (31-13)   | Рейтинговый поединок в тяжёлом весе.                                                 |
| Джонатон Бэнкс (20-1)    | KO7 (8)   | Пол Батлин (12-9)      | Рейтинговый поединок в тяжёлом весе.                                                 |
| Энди Ли (17-1)           | UD6 (6)   | Олег Федотов (10-5)    | Рейтинговый поединок в среднем весе.                                                 |
| Седрик Босвел (29-1)     | TKO6 (6)  | Сердар Уйсал (9-6-2)   | Рейтинговый поединок в тяжёлом весе.                                                 |

## После боя
Поражение от Кличко стало первым в профессиональной карьере Чагаева. После этого боя Руслан Чагаев провёл ещё 11 поединков, в двух из которых проиграл. В августе 2011 года Руслан Чагаев вышел на бой против непобеждённого россиянина Александра Поветкина (21-0) за вакантный титул чемпиона мира по версии WBA, но проиграл единогласным судейским решением. 6 июля 2014 года Чагаев победил раздельным судейским решением пуэрториканца Фреса Окендо (37-7) и завоевал титул чемпиона мира по версии WBA. 11 июля 2015 года он провёл единственную успешную защиту титула, нокаутировав в 1-м раунде немца итальянского происхождения Франческо Пьянету (31-1-1). Однако 5 марта 2016 года проиграл техническим нокаутом в 11-м раунде австралийцу Лукасу Брауну (23-0), после чего завершил профессиональную карьеру.
После победы над Русланом Чагаевым Владимир Кличко провёл 11 успешных поединков-защит титулов чемпиона мира по версиям IBF, WBO, IBO и The Ring. Помимо защит Владимир Кличко провёл один объединительный поединок. 2 июля 2011 года он победил единогласным судейским решением британца Дэвида Хэя (25-1) и завоевал титул чемпиона мира по версии WBA Super. Владимир Кличко продолжал доминировать в тяжёлом весе вплоть до ноября 2015 года, когда он проиграл единогласным судейским решением Тайсону Фьюри (27-0). В апреле 2017 года Владимир Кличко попытался вернуть свои титулы в поединке против Энтони Джошуа (18-0), но вновь потерпел поражение, после чего завершил карьеру.

## Комментарии
1. ↑  На самом деле на момент боя на счету Владимира Кличко быть на одну досрочную победу больше. Разночтения в рекорде Владимира Кличко возникли после его поединка с Бико Ботовамунгу 23 августа 1997 года, когда рефери остановил поединок дисквалифицировав Ботовамунгу, затем результат встречи был изменен на победу Кличко техническим нокаутом. Однако на сайте BoxRec, который является одним из самых авторитетных статистических сайтов на данную тему, в отличие от других источников, результат остался прежним[1].
2. ↑  Первый поединок между Валуевым и Руисом состоялся 17 декабря 2005 года и завершился победой Валуева по очкам.
3. ↑  Первый поединок между тогдашним чемпионом по версии WBA Николаем Валуевым и претендентом на титул Русланом Чагаевым состоялся 14 апреля 2007 года и завершился победой Чагаева по очкам. В 2008 году должен был состояться реванш, но из-за травм Чагаева он был отложен. В итоге Чагаев был объявлен чемпионом «в отпуске», а титул чемпиона был объявлен вакантным. 30 августа 2008 года Валуев во второй раз победил[комм 2] американца Джона Руиса и вернул титул.
4. ↑  Изначально было объявлено, что Хэй травмировал руку, но затем появилась информация о том, что он получил травму спины.
5. ↑  Последний поединок за пояс чемпиона журнала «The Ring» состоялся в декабре 2004 года между старшим братом Владимира — Виталием Кличко и британцем Дэнни Уильямсом.
6. ↑  В титульной системе WBA существует титул чемпиона мира (WBA World) и титул супер-чемпиона (WBA Super World).